# 国鉄スニ40形客車

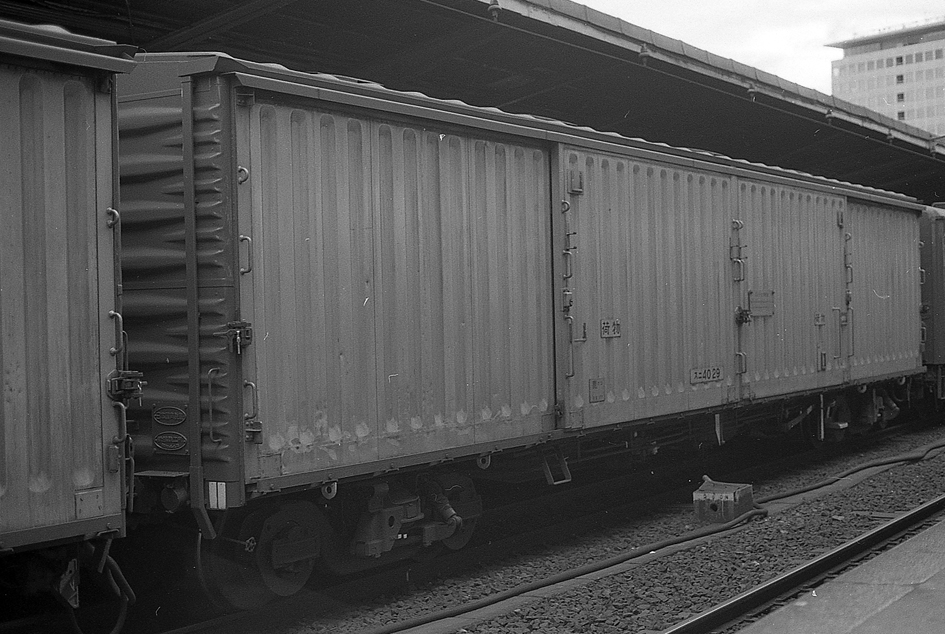
国鉄 スニ40 29

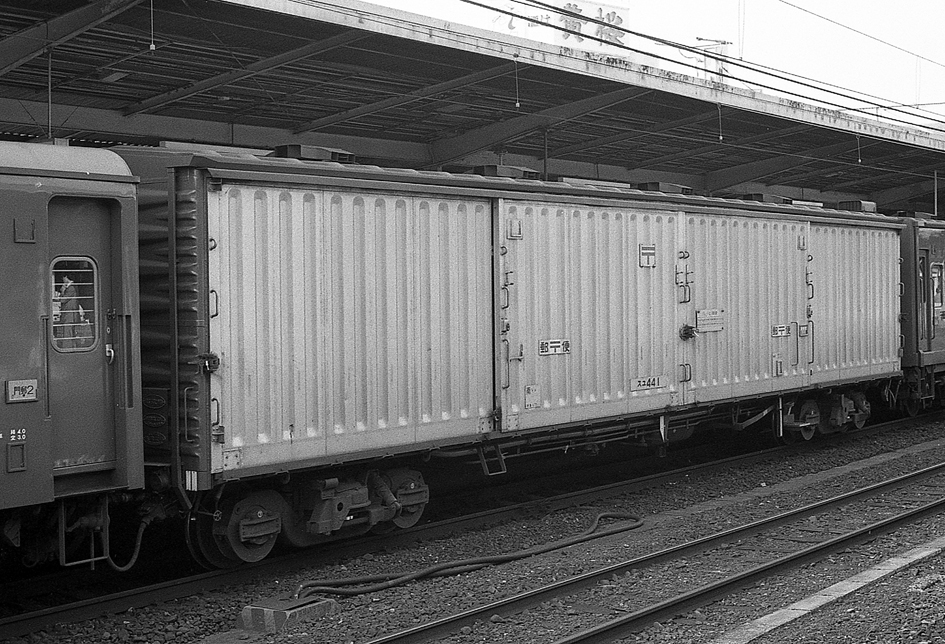
国鉄 スユ44 1

国鉄スニ40形客車（こくてつスニ40がたきゃくしゃ）は、日本国有鉄道（国鉄）が1968年（昭和43年）から製作したパレット輸送用の客車（荷物車）である。
同一構造の郵便車であるスユ44形、ならびに車掌室などの付加設備をもつ同系車のスニ41形、および派生形式の荷貨物兼用車（形式上は貨車）であるワキ8000形、ワサフ8000形についても、本稿にて記述する。

## 概要
従来より1個単位で仕訳・荷役作業を行ってきた鉄道小荷物輸送について、諸作業の効率化を目的とした近代化計画の一環として開発された車両である。
主要駅への自動仕分装置導入など、地上設備の改善計画と並行し、車両面での改善施策として、積み下ろしの作業負荷を軽減させる「パレット荷役」に対応させる目的で開発された車両群である。1968年10月国鉄ダイヤ改正（いわゆる「ヨンサントオ」）のパレット荷役開始とともに運用を開始した。翌1969年（昭和44年）には、一般荷物室と車掌室を付加したスニ41形が製作された。
いずれの形式とも客車（荷物車）に類別されるが、スユ44形同様、車体構造は高速貨車を基本としたもので、側面総開き構造・平床構造などパレット荷役に最適化された構造である。小荷物取扱量の多い幹線系の荷物列車に多用され、荷役の迅速化・小荷物輸送のパレチゼーション推進に寄与した。夜行の急行列車に併結する運用も存在した。
1986年11月のダイヤ改正で荷物輸送が廃止されたため、両形式とも用途を喪失した。1987年（昭和62年）4月のJR移行までに全車が廃車され、JRに承継された車両はない。

## 構造
※ 本節では両形式に共通の仕様について記述し、形式固有の仕様については後節にて記述する。
高速有蓋貨車ワキ10000形を基本とした設計で、浅い三角屋根 および 妻板はワム80000形貨車などにも類似するプレス加工鋼板製である。側面はアルミ合金板のプレス加工品を用いた側扉を片側に4枚設け、側面すべてを扉として開閉可能とした「総開き構造」である。車体の強度を保持するため、側面には屋根を支える補強材を設けたほか、台枠中梁は中央部分の高さを増した「魚腹構造」としている。
室内の換気用として、屋根上にガーランド形通風器を4基設置する。外部塗色は、側扉部がクリアーラッカー仕上げのみの金属地肌（銀白色）、屋根・妻面を青15号（濃青色）としている。
室内はパレットを固定する脱着式の横棒が設置され、天井には作業灯を設ける。車輪つきパレットの積み降ろしを容易にするため、床面は従来荷物車のスノコ様構造を廃し平床とされた。
職員の乗務を前提としない仕様のため、列車暖房装置（蒸気暖房）は車両間を引き通す蒸気主管のみを装備し、荷物室内への暖房供給は行わない。一部には電気暖房用の配線を併設した車両があり、東北・北陸地区を経由する運用に用いられた。蒸気暖房のみ設置の車両においても、後年の転用に伴い電気暖房併設改造を施した車両が一部に存在した。電気暖房併設車両は、新製・改造のいずれも「原番号 + 2000」の車両番号を付して区別する。
台車は高速貨車に用いられる空気ばね台車の TR203 形を用いるが、ブレーキ装置は電磁弁を用いない CL 方式（応荷重増圧装置付）自動ブレーキとされ、最高速度は 95 km/h である。連結器も一般の客貨車と同様の並形自動連結器を用いる。

## 形式別詳説

### スニ40形
1968年（昭和43年） - 1969年（昭和44年）に41両（スニ40 1 - スニ40 33, スニ40 2034 - スニ40 2041）が新潟鐵工所で製作された。
全室をパレット搭載室とした形式で、積載能力は B 形パレット24個（荷重 17 t）である。車体はワキ10000形と基本構造を同じくするが、全長はワキ10000形 (15,850 mm) より 850 mm 長い 16,700 mm 、自重は 23.0 t である。妻面は前後ともプレス加工鋼板を用い、貫通扉は設けられず隣車との往来はできない。留置ブレーキは有蓋貨車と同一の仕様で、足踏み式のブレーキテコ・作業員用のステップや手すりを車体側面に設ける。
前期製造車と後期製造車で連結面が異なり、前期車ではジャンパ栓の設置が連結器を挟んで片側が妻板を貫通、反対側が床下設置となり所属銘板・製造銘板も連結器の左右に振り分けて取り付けられているのに対し、後期車ではジャンパ栓の設置が両側とも妻板を貫通し、銘板も台座にまとめられて妻板に設置されている。

### スニ41形
1969年（昭和44年）に13両（スニ41 1 - スニ41 9, スニ41 2010 - スニ41 2013）が新潟鐵工所で製作された。
スニ40形に一般小荷物室・車掌室・緩急設備を付加した形式で、設備付加のため全長はスニ40形より 1,700 mm 延長された 18,400 mm 、自重は 26.4 t である。積載能力は B 形パレット18個（荷重 13 t）+一般荷室 2 t である。パレット荷室部には総開き式の側扉を片側3枚設け、一般荷室のある車端部には 900 mm 幅の片開き式荷物扉と 690 mm 幅の乗務員室扉 および 側窓を設ける。パレット荷室側の妻面はスニ40形と同一のプレス加工鋼板であるが、一般荷室/車掌室側の妻面はプレス加工のない平板で、中央上部に後方監視窓を設け、一部の車両では中央下部に「くぐり戸」を設置する改造がなされた。外部塗色は、パレット荷室部の総開き扉がクリアーラッカー仕上げの金属地肌（銀白色）で、他の部位は青15号（濃青色）である。
一般荷室部には貴重品室・車掌室・便所を併設する。車掌弁・手ブレーキなどの緩急設備を備え、前後の妻面には左右1灯ずつの標識灯を設ける。灯火類等の電源として、車軸発電機と鉛蓄電池を搭載する。スニ40形と異なり、暖房は引き通すのみではなく乗務員室内に供給される。
蒸気暖房のみ設置の スニ41 1 - スニ41 9 は1978年（昭和53年）までに順次電気暖房併設改造を行い、車両番号を スニ41 2001 - スニ41 2009 に変更している。

### スユ44形
スニ40形後期製造車と同一設計のパレット荷役対応郵便車で、1971年（昭和46年） - 1978年（昭和53年）に12両（スユ44 1 - スユ44 12）が新潟鐵工所・富士重工業・日本車輌製造・川崎重工業で製作された。郵政省所有の私有客車。

## 派生形式

### ワキ8000形
車両運用の共通化を企図して開発された荷貨物兼用車で、1970年（昭和45年）から1973年（昭和48年）にかけて45両（ワキ8000 - ワキ8011、ワキ8500 - ワキ8532）が製作されたほか、ワキ10000形から59両（ワキ8750 - ワキ8792、ワキ8950 - ワキ8955）が改造された。
ワキ8000 - ワキ8011とワキ8750 - ワキ8792は蒸気暖房管のみ、ワキ8500 - ワキ8532とワキ8950 - ワキ8955は蒸気暖房管に加え電気暖房引き通し線有りを表す。新製車、改造車ともに全長は15,850mmである。1980年（昭和55年）よりワキ8000 - ワキ8011,ワキ8750 - ワキ8792,は電気暖房引き通し線設置改造を受けワキ8540 - ワキ8594,へと改番された。

### ワサフ8000形
ワキ8000形に車掌室と緩急設備を付加した荷貨物兼用車で、1970年 - 1974年（昭和49年）に39両（ワサフ8000 - ワサフ8015, ワサフ8500 - ワサフ8519, ワサフ8800 - ワサフ8802）が製作された。: ワキ8000形同様暖房装置の差異により番号で区分されていて、ワサフ8000 - ワサフ8015は蒸気暖房のみ、ワサフ8500 - ワサフ8519は蒸気暖房に加え電気暖房装置を設備する。後に昭和55年よりワサフ8000 - ワサフ8015は電気暖房対応改造を受けワサフ8530-ワサフ8545へと改番された。
またワサフ8800 - ワサフ8802は特急「北星」に運用されていた、AREB電磁自動空気ブレーキを搭載する20系客車に併結して新聞輸送に供するため、特に番号を区分して製作された専用車である。これら3両は制動装置が標準のCLブレーキから電磁給排弁を付加したCLE電磁自動空気ブレーキに変更され、元空気溜管 (MRP) と電磁指令ブレーキ回路のための制御信号線の引き通しを実施されている。このように機能的に他のワサフ8000形とは大きく異なっていたことから、識別のため外部塗色は側引戸を含む車体全体を20系客車の基本色である青15号とした。

## 運用の変遷

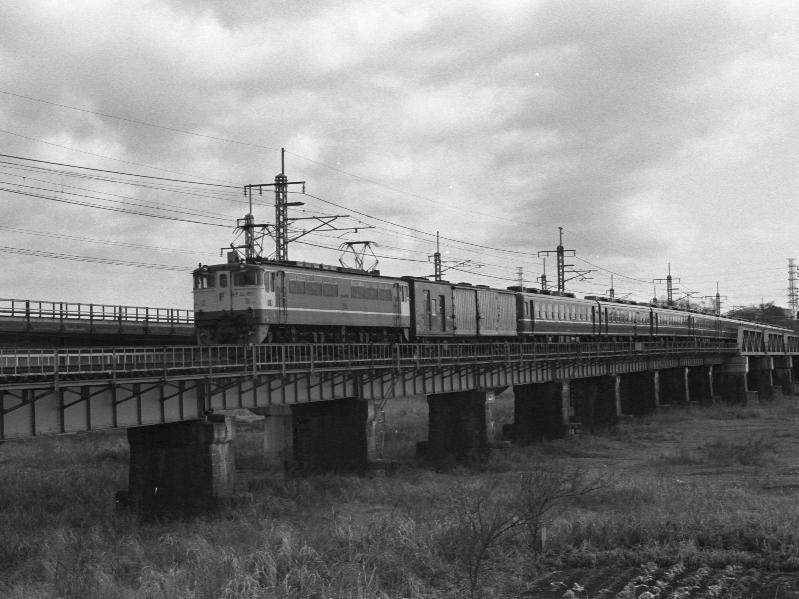
EF65形電気機関車（1000番台）が牽引する急行「八甲田」
機関車の次位にスニ41形を連結する
（東北本線 宝積寺 - 岡本、1984年）

1968年（昭和43年）10月ダイヤ改正で小荷物輸送の近代化が実施に移され、汐留駅など大規模な駅への自動仕訳装置導入、拠点駅のみ停車し所要時間を短縮した「急行荷物列車」の新設とともに小荷物のパレット輸送が開始された。スニ40形は同改正実施とともに運用を開始し、東海道・山陽本線系統をはじめとする幹線系の荷物列車 および 幹線系統に継走される区間を主として使用された。翌年にはスニ41形が製作され、使用を開始した。
本形式は小荷物輸送の荷役効率向上に成果を示したが、間もなく、車体設計のみならず車両運用をも貨車と共通化する方針が具体化した。これは荷物車（客車）による小荷物輸送と、有蓋車（貨車）による通運業者を主とする小口混載貨物とに兼用できる「荷貨物兼用車」ワキ8000形・ワサフ8000形として完成し、以降の増備はこれら兼用車に移行して本形式の製作は終了した。
荷物列車のみならず、一部には特急列車や急行列車に併結され、新聞・雑誌輸送などに使用される運用も存在した。定期運用のあった優等列車は以下のとおりである。
- 「鳥海」（上野 - 秋田）[6]スニ40形 + スニ41形
- 「八甲田」（上野 - 青森）スニ41形
- 「北星」（上野 - 長町）[7]ワサフ8000形（ワサフ8800 - ワサフ8802）
- 「北陸」（上野 - 金沢）[8]スニ41形
- 「能登」（上野 - 金沢）スニ41形
- 「だいせん」（大阪 - 出雲市・大社）スニ41形
- 「つくし」（新大阪 - 博多）スニ40形
- 「音戸」（京都 - 糸崎）ワサフ8000・ワキ8000

これらの急行併結運用は特急化や列車そのものの廃止などで順次終了し、引き続き各線区の荷物列車でマニ50形やマニ44形などとともに使用されてきた。昭和59年ダイヤ改正で有蓋車としての使用が終了したため引き続き荷物車として使用されたものの、翌々年のダイヤ改正で小荷物輸送が全面廃止されると、他の荷物車・郵便車および有蓋車と同様に用途がなくなり、1987年（昭和62年）4月のJR移行までに全車が廃車され形式消滅している。